# Didrik Gabriel Björn
Didrik Gabriel Björn, född 1757 i Kristinehamn, död 1810, var en svensk dramatiker, pjäsförfattare och skådespelare. Han var en av de mest kända pjäsförfattarna under den gustavianska tiden i Sverige.  Han var verksam vid Munkbroteatern 1784-88 och 1791-94, och vid Dramaten 1788-91.   
Som aktör spelade han en mängd huvudroller under sin karriär och tycks ha varit en av de mer uppmärksammade skådespelarna under sin samtid.  En av hans sista roller som skådespelare var Frontin i Trollflöjten 1794.
Björn var också pjäsförfattare. År 1790 satte han upp Det besynnerliga spektaklet som efterpjäs till Greven av Oldsbach, där teaterns skådespelare tackade publiken för deras stöd i gestalt av sina mest populära roller; Björn själv uppträdde som sig själv, som teaterskribent, följd av Magnus Bonn som Mäster Sock i Skomakaren, Anders Lundberg som Hyrkusken i Engelsmannen i Paris, Johan Petter Lindskog som Bartholo och Bazile i Barberaren i Sevilla, Jonas Sundman som Jonas i Mäklaren, Carl Schylander som Mor Bobi och dansmästare Rigadoun, Johanna Catharina Enbeck (Gertrud i Njugg spar), Brita Maria Modéer (kammarjungfrun i Den obetänksamma), Christina Rahm (Anna Stina i Maskeraden), Lisette Stenberg (Lady Alton i Skottländskan), Margareta Sofia Lagerqvist (Anette i Anette och Lubin) och Eva Säfström  som trädgårdsflickan i Sophie.   
1794 avslutade Björn sin scenkarriär, flyttade till Linköping och blev boktryckare, en verksamhet han fick överge efter brödupproret.  Vid brödupploppet i Linköping 1799 samlades folk i stadskällaren och sjöng marseljäsen, där Björn infann sig och hälsades: "Se här har vi vår Bonaparte!", och "begick sedan våldsamheter" vid brännvinskompaniets bränneri. En trupp kuvade upproret och Björn satt flera månader häktad för uppvigleri tills han frigavs 1800.